# Walter Paduch
Walter Paduch (* 7. Mai 1931 in Wetterzeube; † 24. Januar 2023) war ein Generalleutnant der Nationalen Volksarmee (NVA).

## Leben
Paduch war gelernter Betriebs- und Verkehrseisenbahner. 1949 trat er in die bewaffneten Organe der DDR ein, zwischen 1964 und 1966 studierte er an der Militärakademie des Generalstabs der Streitkräfte der UdSSR. 1989 dissertierte er zum Thema „Der Schutz der Führungs- und Nachrichtensysteme vor Einwirkungen des Gegners unter Beachtung der 1987 angenommenen Verteidigungsdoktrin des Warschauer Vertrages“ und promovierte zum Dr.-Ing. In den vorangegangenen Jahren hatte er regelmäßig Dissertationen Unterstellter unterbunden. Von 1975 bis 1988 war er Chef Nachrichten im Ministerium für Nationale Verteidigung, anschließend bis 1990 war er Stellvertreter des Chefs des Hauptstabes der NVA und Chef Nachrichten/Flugsicherung und Automatisierte Truppenführung. Am 30. September wurde er per Ministerbefehl aus der NVA entlassen.

## Auszeichnungen
- Vaterländischer Verdienstorden in Silber
- Scharnhorstorden[2]

## Dienstgrade
- Generalmajor – 1. März 1976
- Generalleutnant – 7. Oktober 1983[2]

## Schriften
- Aufsätze zur Geschichte der Nationalen Volksarmee – Nachrichten- und Flugsicherungstruppen – 1956–1990. Strausberg, 2001. 2. Auflage.[3]
- Erlebnisse und Erfahrungen als Chef Nachrichten beim Berliner Mauerbau, in: Bruno Thoß (Hrsg.), Vom Kalten Krieg zur deutschen Einheit. Analysen und Zeitzeugenberichte zur deutschen Militärgeschichte 1945 bis 1995, München 1995, S. 149–156.